# ムーデーン

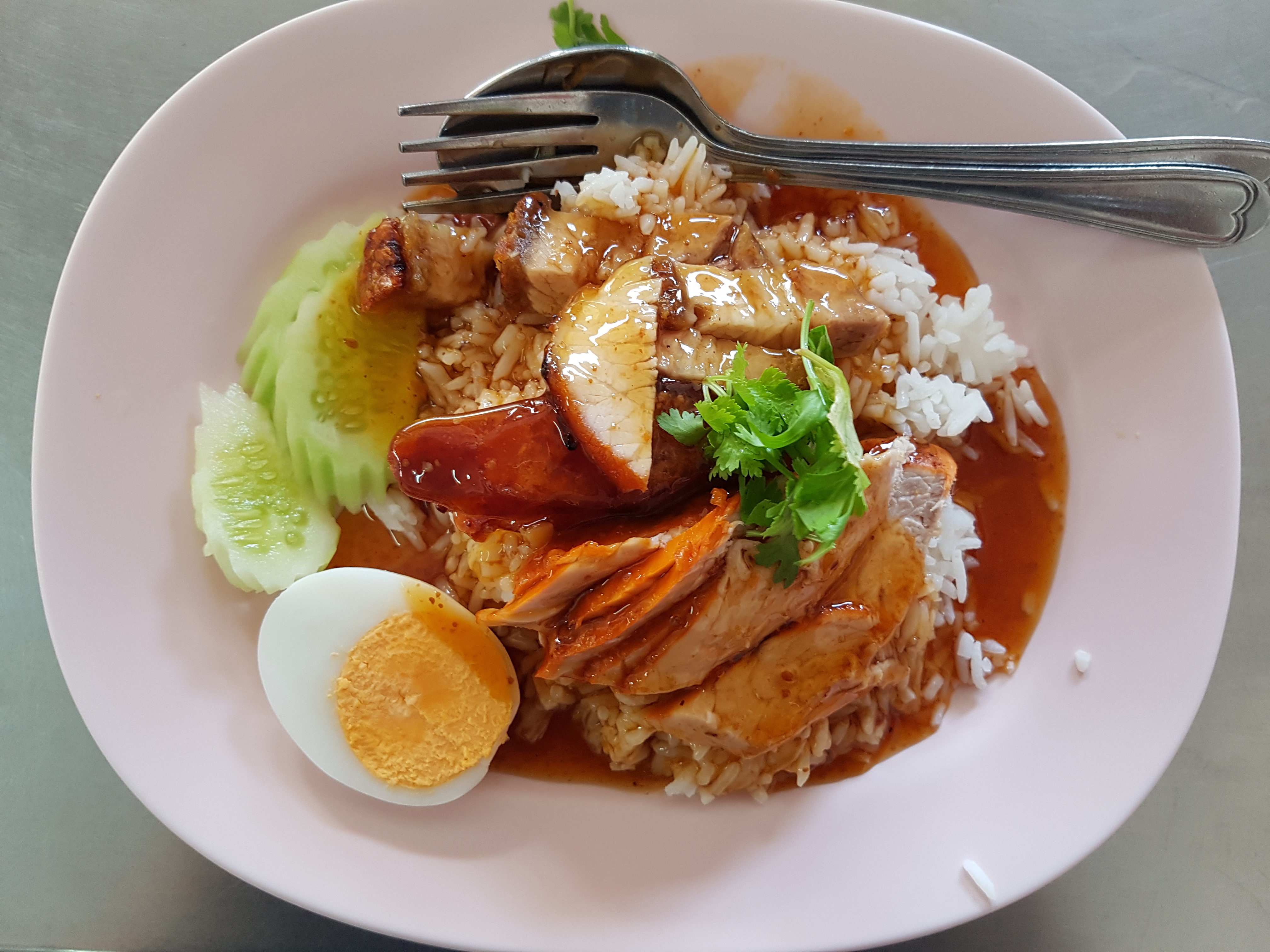
カオ・ムーデーン。ムーデーンを用いたタイ料理のひとつ。

ムーデーン（タイ語: หมูแดง）は、タイ料理の食材のひとつである。直訳すると「赤い豚肉（หมู+แดง）」の意味になり、中華料理におけるチャーシューに相当する。

## 調理
ムーデーンは一般に、各料理店の自家製である。豚肉に塩と香辛料をすりこんでつくり、特に赤い色を出すのはアンカ（タイ語: อังคัก）とよばれる香り付けのための食材である。なお、単に食紅で色付けすることもある。ムーデーンを発案したのが誰かは不明であるが、フードライターのストーン・スクピシットは、『バンコック・ポスト』紙において、おそらくは広東系の華人であろうと推測している。

### 料理
ムーデーンは主にカオ・ムーデーンのかたちで食される。これはムーデーンを白米に乗せ、多くの場合とろみのあるソースをかけた料理である。カオ・ムーデーンはタイで広く食べられる料理であり、多くの場合、クンチャン（中国ソーセージ）やムーグロープ（豚の三枚肉の唐揚げ）、鴨卵のゆで卵を乗せる。ムーグロープを乗せたカオ・ムーデーンを「カオ・ムーデーン・ムーグロープ」と呼ぶこともある。また、ムーデーンを具として炒めたバミー（中華麺）であるバミー・ナムサイ・ムーデーンといった料理もある。